# ISO 3166-2:BL
ISO 3166-2:BL is een ISO-standaard met betrekking tot de zogenaamde geocodes. Het is een subset van de ISO 3166-2 tabel, die specifiek betrekking heeft op Saint-Barthélemy.
De gegevens werden tot op 26 november 2018 geüpdatet op het ISO Online Browsing Platform (OBP). Hier worden geen deelgebieden gedefinieerd.
Als overzees gebiedsdeel van Frankrijk is Saint-Barthélemy daarnaast ook opgenomen met de code FR-BL als onderdeel van de subset ISO 3166-2:FR.